# Dodécanèse
Le Dodécanèse (en grec ancien Δωδεκάνησα / Dōdekánēsa, en grec moderne Δωδεκάνησα / Dodekánisa, en italien Dodecaneso, en turc Oniki Ada) est un archipel de la mer Égée regroupant plus de 160 îles et îlots, pour la plupart inhabités. Son nom signifie « douze (dodéca) iles (nēsos) ». Il est parfois désigné comme les sporades méridionales.
De 1947 à 2010, il formait un nome dont le chef-lieu était Rhodes, capitale de l’ile de Rhodes. Depuis la réforme Kallikratis, il ne correspond plus à aucune entité administrative.
L'archipel est aujourd'hui rattaché à la périphérie de l’Égée-Méridionale et divisé en quatre districts régionaux et quinze dèmes (municipalités) :
- Kos
- Kalymnos
- Karpathos
- Rhodes

## Géographie
Le Dodécanèse est situé dans le sud-est de la Grèce, au nord-est de la Crète et au sud-ouest des côtes turques. L'archipel, composé de 164 îles et îlots, est baigné par la mer Égée.
Les 12 îles principales qui lui ont donné son nom ont varié au fil de l'histoire ; ce sont aujourd'hui :  Rhodes, Kos, Pátmos, Kálymnos, Kárpathos, Sými, Leros, Tílos, Níssyros, Kastelórizo, Astypalée et Kassos, mais Lipsi et Chálki en ont fait autrefois partie.

## Histoire

### Introduction historique
L'histoire du Dodécanèse est d'autant plus complexe qu'elle se confond avec celle des Minoens, des Achéens, de l'Empire perse, de la Ligue de Délos, de la cité-État de Rhodes, des empires romain et byzantin, des Croisades, des Hospitaliers de l'ordre de Saint-Jean de Jérusalem à Rhodes, de l'Empire ottoman, de l'Italie et de la Seconde Guerre mondiale. En tant qu'archipel, le Dodécanèse n'est connu sous ce nom que depuis 1908, date à laquelle les douze îles décidèrent de s'unir pour lutter contre la domination ottomane,.

### Période antique[3]
À la fin de l'âge du bronze, le Dodécanèse se trouve dans l'aire d'influence de la civilisation minoenne crétoise et subit les invasions des peuples de la mer, puis passe au XIIe siècle av. J.-C. sous domination achéenne et plus précisément mycénienne. L'archéologie terrestre et sous-marine (épaves) démontre d'intenses échanges commerciaux et culturels avec le reste de la Grèce (par exemple le port de Pavlopetri), avec les pays anatoliens (Mysie, Lydie, Carie, Lycie, Pisidie), avec l'Égypte, Chypre et la Phénicie. Au XIe siècle av. J.-C., le Dodécanèse subit l'invasion et la colonisation Dorienne. En 546 av. J.-C. les îles sont conquises par l'Empire perse et intégrées à la satrapie de Sardes. En 492 av. J.-C. et 490 av. J.-C. elles doivent fournir des navires aux flottes perses de Mardonios et de Datès lors des Guerres médiques. En 440 av. J.-C. le Dodécanèse est intégré dans la ligue de Délos sous leadership athénien, mais une soixantaine d'années plus tard, les îles s'allient à Sparte contre Athènes. En 334 av. J.-C. le Dodécanèse fait partie de l'empire d'Alexandre, mais après sa mort, le destin des îles diverge : alors que la cité-état de Rhodes s'émancipe (et domine aussi la côte carienne proche), les autres îles sont placées sous suzeraineté égyptienne.

### Période romaine et byzantine[3]
De ce fait, c'est en 30 av. J.-C. que ces autres îles sont annexées par l'Empire romain, en même temps que l'Égypte, tandis que Rhodes y entrera volontairement bien plus tard, en l'an 74 de notre ère. Le Dodécanèse est alors intégré à la province d'Asie mineure. En 267 et 269, il subit les assauts des flottes gothiques. Le christianisme y est majoritaire au IVe siècle, mais dès l'an 95, l'empereur Domitien avait exilé l'évangéliste Jean à Patmos où il rédigea l'Apocalypse. Le Dodécanèse fournit navires et hommes à la flotte de l'Empire romain d'Orient ; il est intégré au thème byzantin des Cibyrrhéotes.
Les flottes arabes ravagent le Dodécanèse en 654, 670, 674, 678 et 718, au point que les îles les plus petites se dépeuplent (les habitants sont emmenés en esclavage ou s'enfuient sur le continent, en Anatolie) tandis qu'à Rhodes la population se réfugie dans la montagne. La flotte byzantine combat ces invasions et parvient à rétablir une relative sécurité au Xe siècle, après avoir repris la Crète aux Arabes. En 1088, saint Christodule fait construire à Patmos, avec l'aide de l'Empereur Alexis Ier Comnène, le monastère de Saint-Jean-le-Théologien, à l'emplacement d'un temple d'Artémis.

### Période latine
Après la prise de Constantinople par les croisés (Empire latin de Constantinople et République de Venise au siège de Constantinople), le Dodécanèse fut disputé entre l'empire byzantin et les thalassocraties italiennes (Gênes et Venise). En 1207, les Vénitiens s'emparent de la plupart des îles, mais l'empire byzantin de Nicée les récupère une à une durant le XIIIe siècle. En 1310, les Hospitaliers de l'ordre de Saint-Jean de Jérusalem, chassés de Jérusalem, s'installent dans le Dodécanèse. Ils fortifient les îles.

### Période ottomane
L'expansion de l'Empire ottoman se traduisit par la perte progressive du Dodécanèse par les Hospitaliers de l'ordre de Saint-Jean de Jérusalem. Les persécutions latines ayant laissé de mauvais souvenirs aux populations, les Turcs ne furent pas mal accueillis lors de leur invasion. Les Turcs conquirent Rhodes en 1522 et le reste du Dodécanèse en 1537. Ils l'intégrèrent dans la « marche des îles de la mer du sud » (Cezayir-i bahr-i Sefid adaları Akdeniz).
L'archipel ne se souleva pas pendant la Guerre d'indépendance grecque en 1821, hormis l'île de Kassos dont les navires participèrent aux opérations en Crète et menèrent des opérations de course contre les Turcs ; l'île fut cependant mise à sac par les Égyptiens en 1824 et se soumit. Le Dodécanèse demeura donc sous domination ottomane après l'indépendance de la Grèce. Cependant en 1908 les douze îles décidèrent de s'unir pour lutter contre la domination ottomane, mais, avant que leur action n'aboutisse, l'Italie en profita.

### Le Dodécanèse italien et la Seconde Guerre mondiale
En 1911, l'Italie engagea une guerre contre la Turquie, dans laquelle elle gagna, entre autres territoires, le Dodécanèse (1912), dont son armée avait chassé les Turcs. L’Italie occupe également Rhodes à la suite de la Bataille de Rhodes (1912) qui dura treize jours. Après le traité de Lausanne (1923), la Turquie républicaine nouvellement constituée reconnaît officiellement l’annexion italienne des îles. Pour la population locale, l'administration italienne rappelait l'époque des latins et le régime fasciste de Mussolini n'arrangea rien : des actions sporadiques de sabotage ou de résistance se multiplièrent dans les années 1930. Elles devinrent systématiques durant la Seconde Guerre mondiale, alors que l'Italie fasciste occupait de larges pans du territoire grec. Mais après la signature de l'Armistice de Cassibile entre les Alliés et l'Italie en 1943, et surtout après que la nouvelle Italie eut déclaré la guerre à l'Allemagne en octobre 1943, le Dodécanèse devint le théâtre d'opérations de la campagne du Dodécanèse où Italiens et Grecs combattirent parfois ensemble contre les Allemands, qui finirent, après la bataille de Leros, par occuper tout l'archipel. Ils s'en retirèrent en octobre 1944.
Après la défaite allemande, le Dodécanèse fut administré par les Britanniques, non sans incidents avec la majorité grecque qui revendiquait le rattachement de l'archipel à la Grèce, tandis que la minorité turque s'y opposait et se fit l'alliée des Britanniques. Finalement la Grande-Bretagne renonça à faire de l'archipel un protectorat ou un État séparé, et à Paris en 1947, l'Italie céda le Dodécanèse à la Grèce, ce qui contribua à radicaliser les positions turques dans la question chypriote. Toutefois dans la nouvelle organisation ecclésiastique, le Dodécanèse ne rejoignit pas l'Archevêché d'Athènes, mais resta attaché au Patriarcat œcuménique de Constantinople.

#### Sort des Juifs

Tracé approximatif du trajet en bateau et en train effectué par les Juifs déportés de Rhodes et de Cos lors de leur déportation à Auschwitz (1944).

Le 23 juillet 1944, 1 673 Juifs capturés par les Nazis sont embarqués sur trois bateaux bondés. Après leur départ, les responsables locaux italiens et allemands se disputent leurs possessions. Le convoi fait escale sur l'île de Leros afin de collecter 96 Juifs de l'île de Kos. La traversée jusqu'au port du Pirée dure huit jours au total, dans d'horribles conditions, plusieurs passagers trouvant la mort. Ils passent ensuite quelques jours au camp de concentration de Chaïdári près d'Athènes, où d'autres décèdent en raison de mauvais traitements.
Les Juifs du Dodécanèse sont finalement transportés dans le vingt-deuxième et dernier train de déportation parti de Grèce, trois mois avant le départ des Allemands. Le convoi compte 2 500 Juifs, dont 1 673 de Rhodes et 94 de Cos, 22 ayant trouvé la mort en mer ou à Chaïdári. Les Juifs arrivent à Auschwitz, à 1 600 km de Rhodes, le 16 août 1944,. À leur arrivée, 1 900 d'entre eux sont immédiatement assassinés en chambre à gaz.
À la Libération, on ne dénombre qu'environ 150 Juifs de Rhodes rescapés des camps et, lorsque les Britanniques libèrent Rhodes en mai 1945, ils n'y trouvent plus qu'un très petit nombre de Juifs.

### Période moderne
Après les années 1950, le Dodécanèse vit exploser l'afflux estival de touristes, ce qui augmenta considérablement la pression sur les ressources hydriques et halieutiques, et provoqua une multiplication exponentielle des constructions au détriment des cultures. En outre des décharges en plein-air constellent désormais chaque île. Ces problèmes environnementaux ont rendu le Dodécanèse dépendant des importations sur tous les plans : eau, nourriture, fournitures de toutes sortes. Après avoir longtemps été une terre d'émigration, l'archipel est devenu une terre d'immigration, notamment pour des travailleurs ou des réfugiés originaires du Proche-Orient et d'Afrique.